# 臺南市學甲區宅港國民小學
宅港國民小學是臺灣臺南市學甲區的一所市立國民小學，也是一所有百年歷史的小學成立於1922年4月1日，為學甲公校在宅子港的分離教室，該校學區涵蓋宅港里與平和里，目前的學生人數有65人。

## 沿革
宅港國小為學甲公學的分離教室，其設置時間為民國11年(1922年)4月1日，次年(1923年)同時改設為學甲公學校宅子港分教場，民國28年(1938年)奉准設立為宅子港公學校，民國30年(1941年)改稱宅子港國民學校，民國34年(1945年)又改稱為學甲鄉第三國民學校。
光復後民國35年(1946年)改稱學甲鄉宅港國民學校，至民國56年(1967年)又改稱學甲鎮宅港國民學校，民國57年(1968年)奉令改制為學甲鎮宅港國民小學。最後，在民國99年(2010年)12月25日因縣市合併之故，學校再次更名為臺南市學甲區宅港國民小學。

## 校園景觀

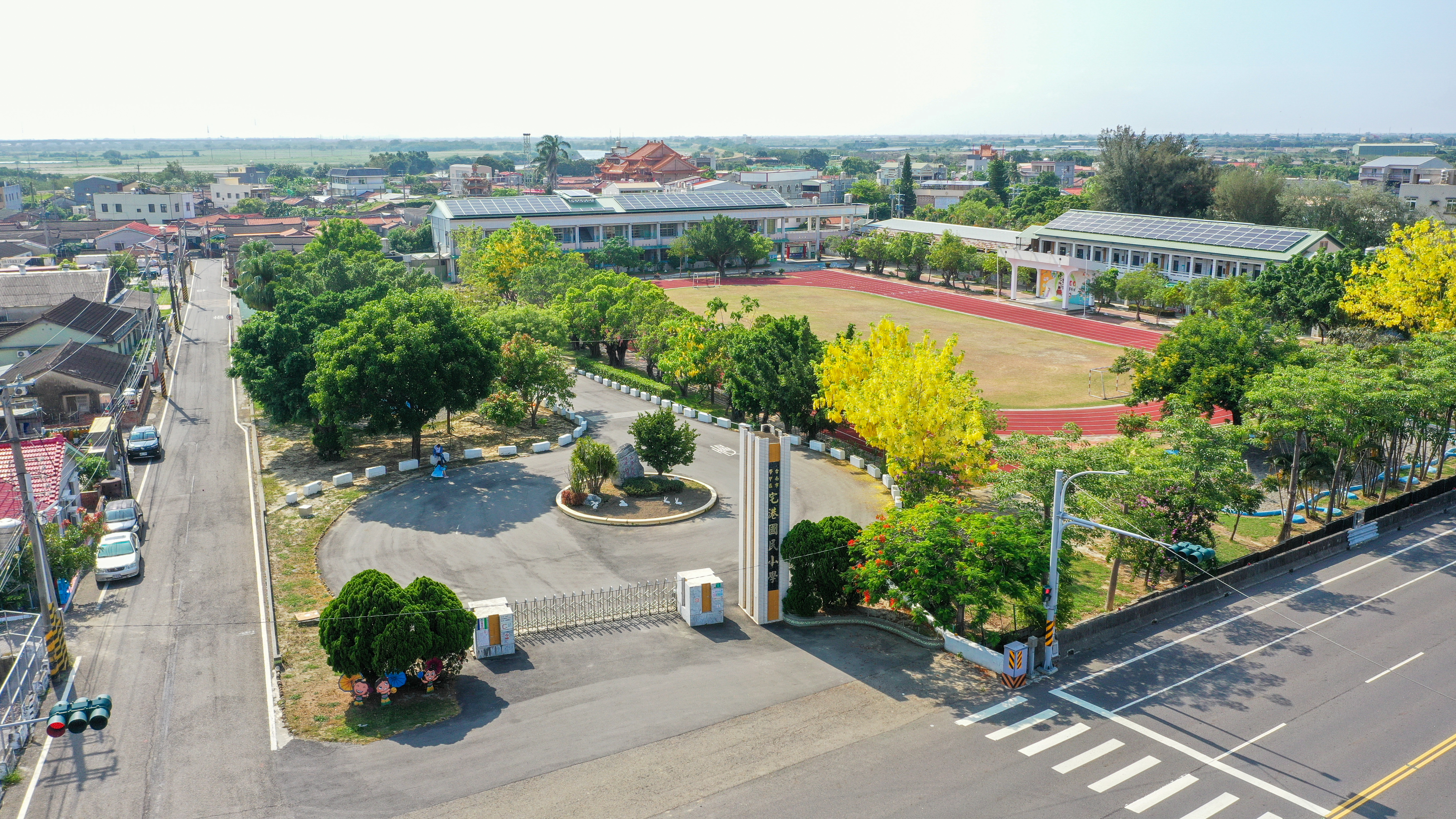
臺南市學甲區宅港國民小學空拍圖
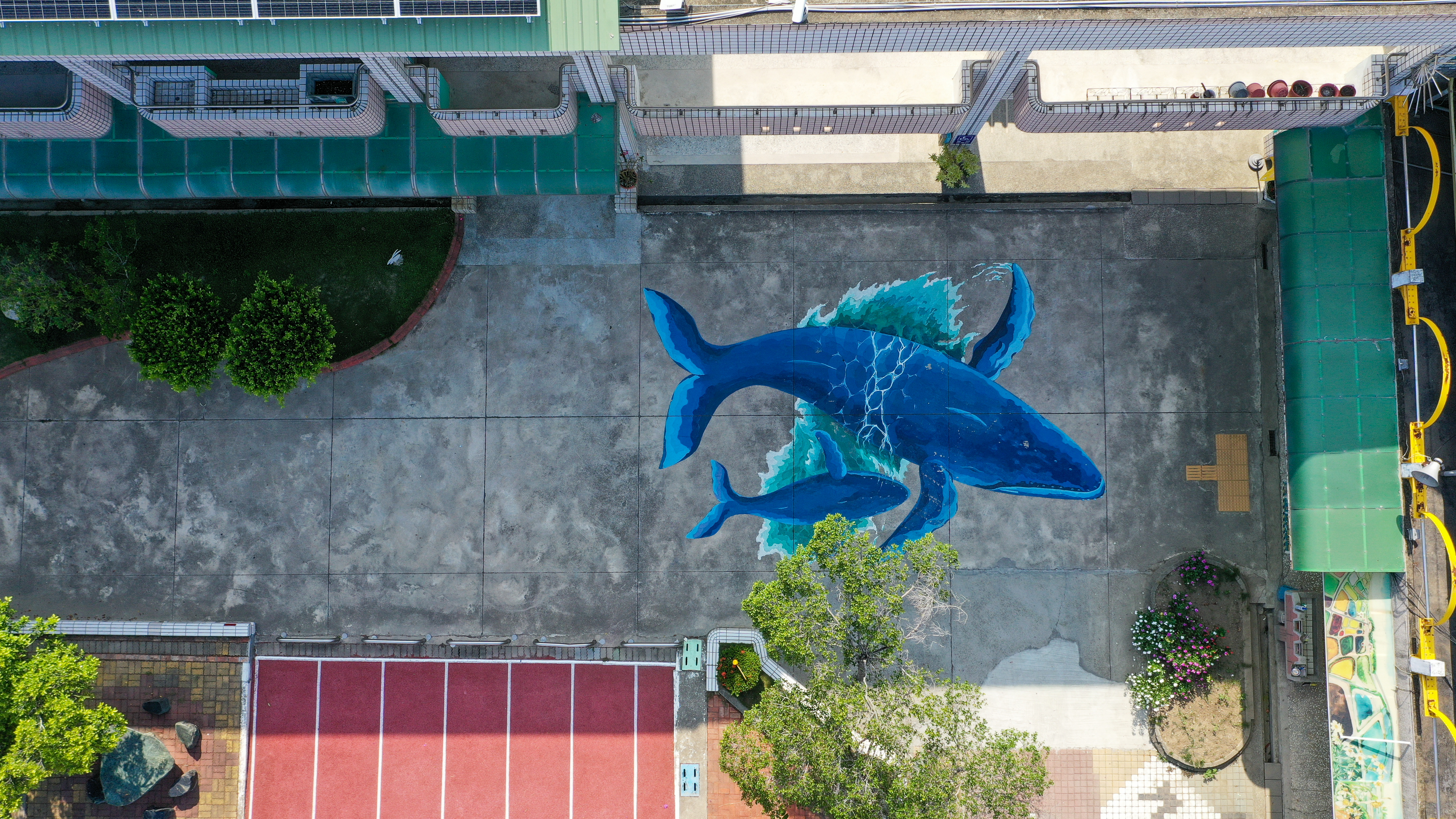
臺南市學甲區宅港國民小學校園景觀
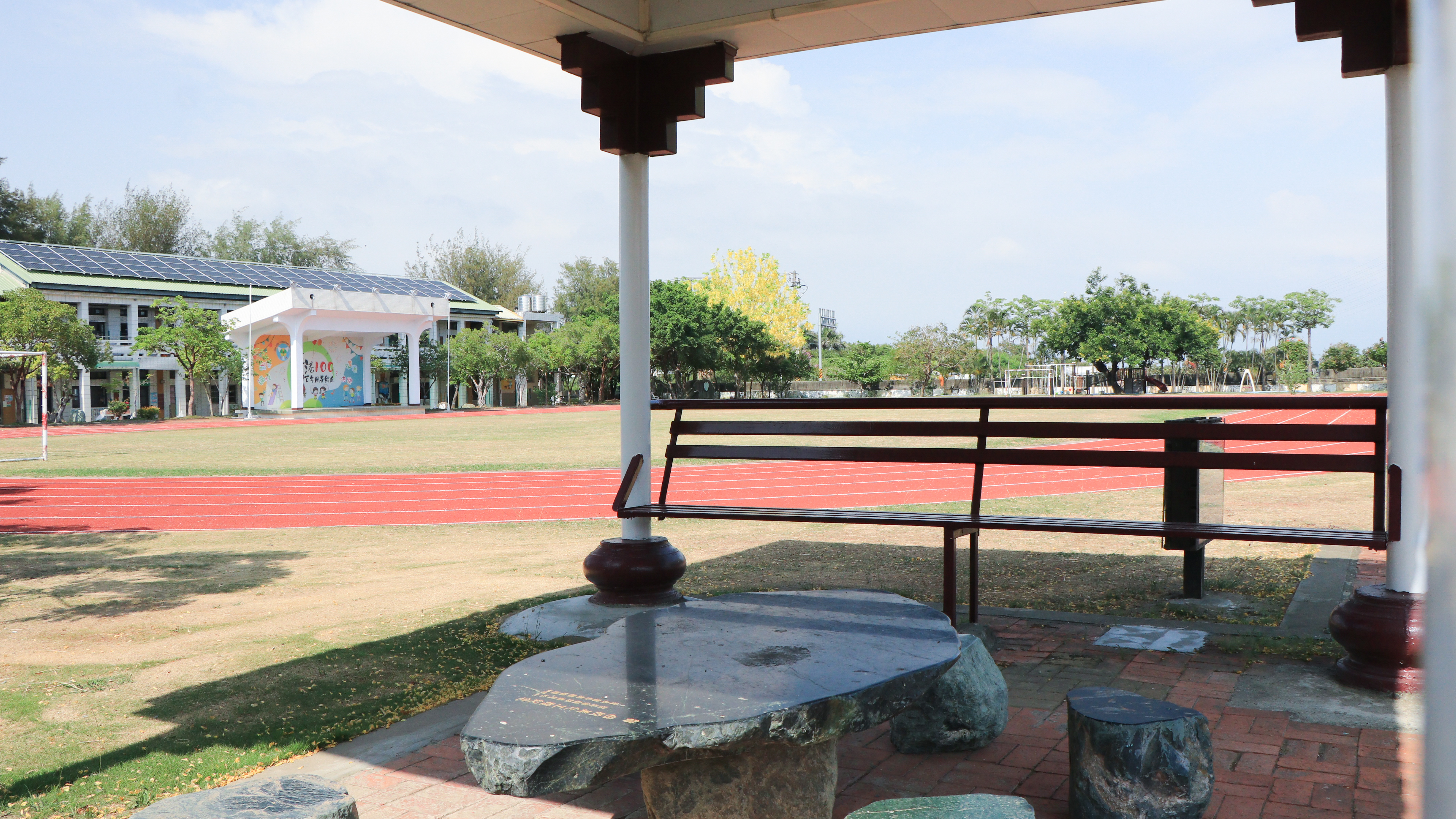
臺南市學甲區宅港國民小學操場涼亭
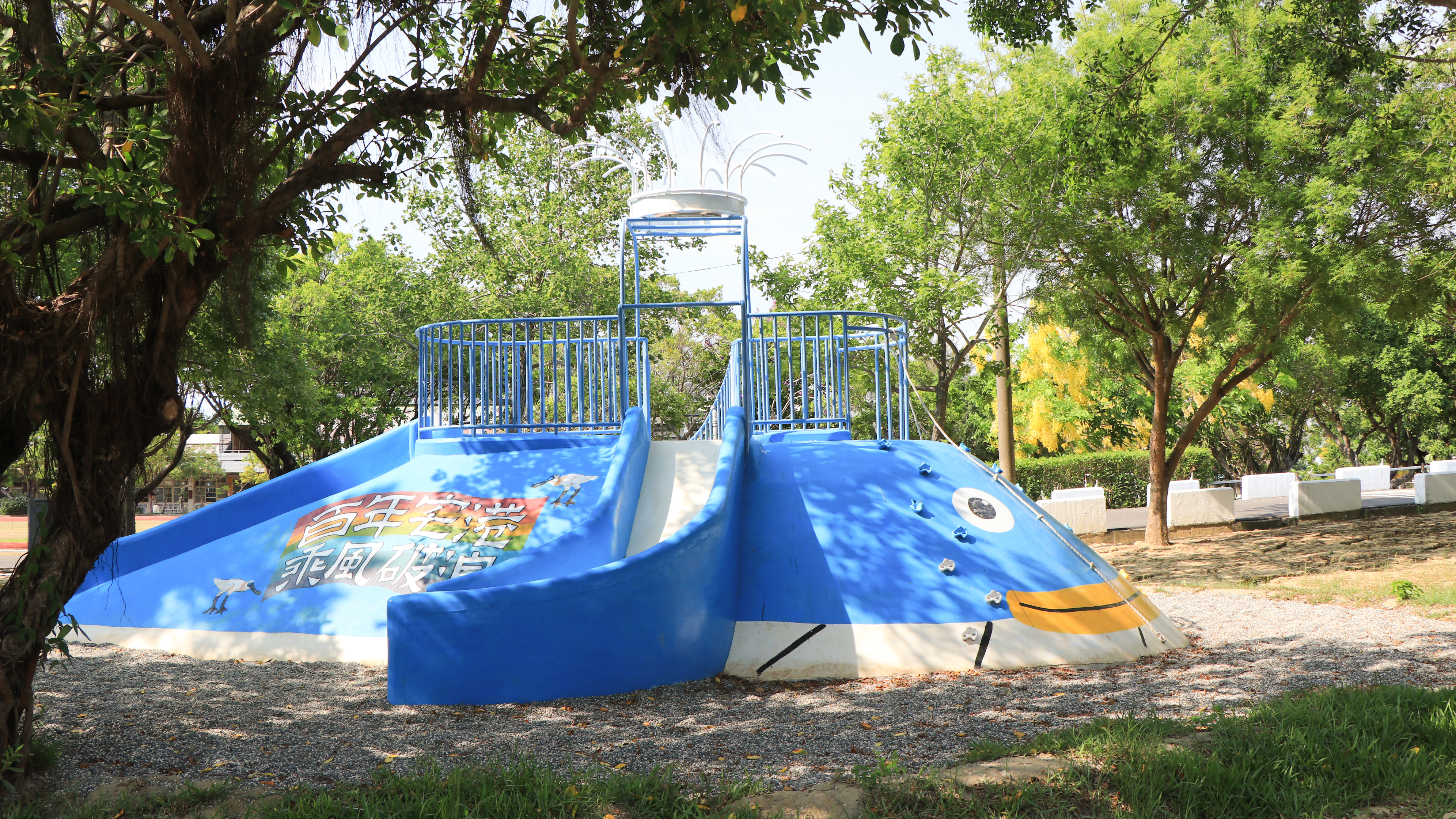
臺南市學甲區宅港國民小學鯨魚溜滑梯
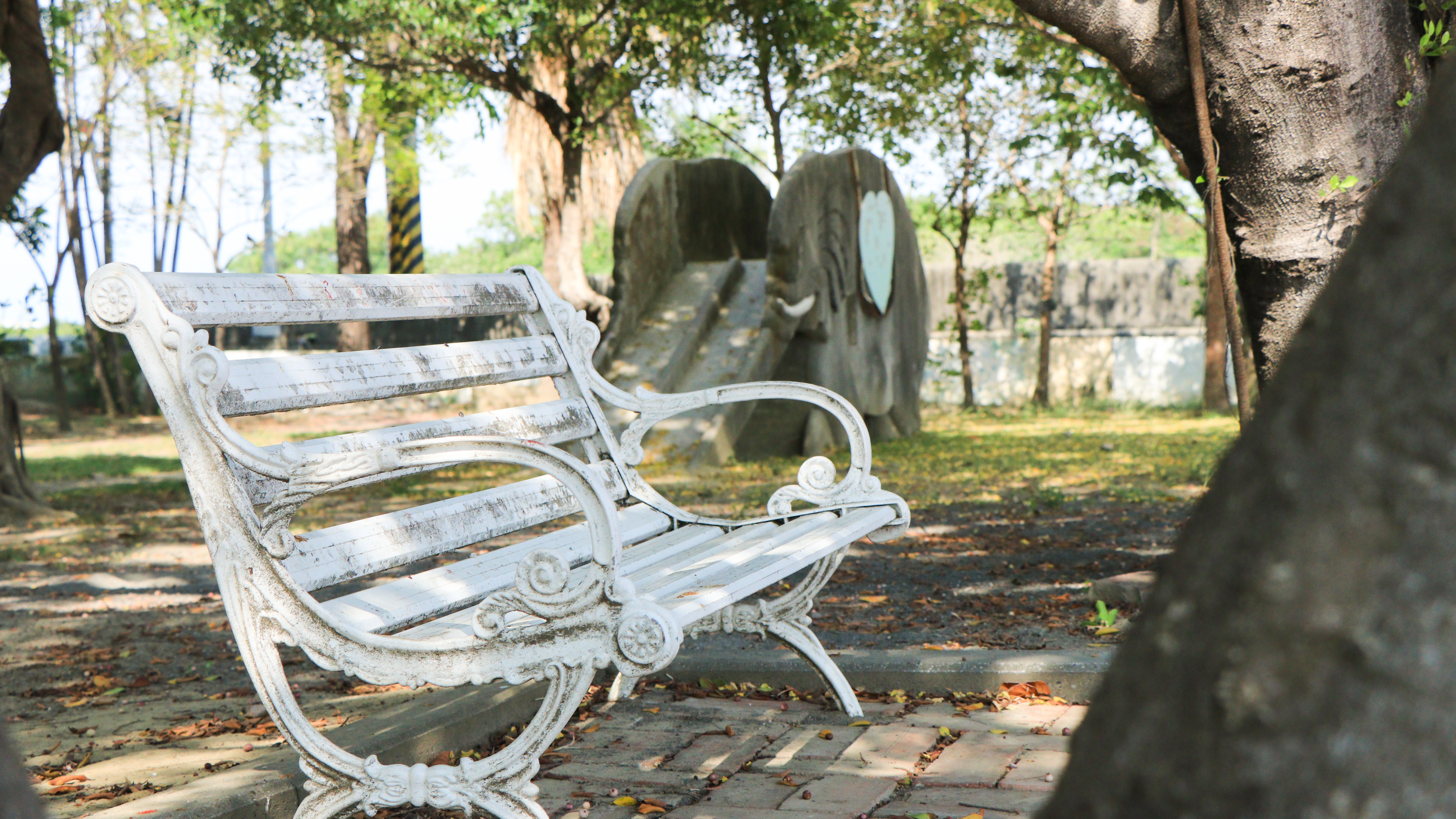
臺南市學甲區宅港國民小學大象溜滑梯
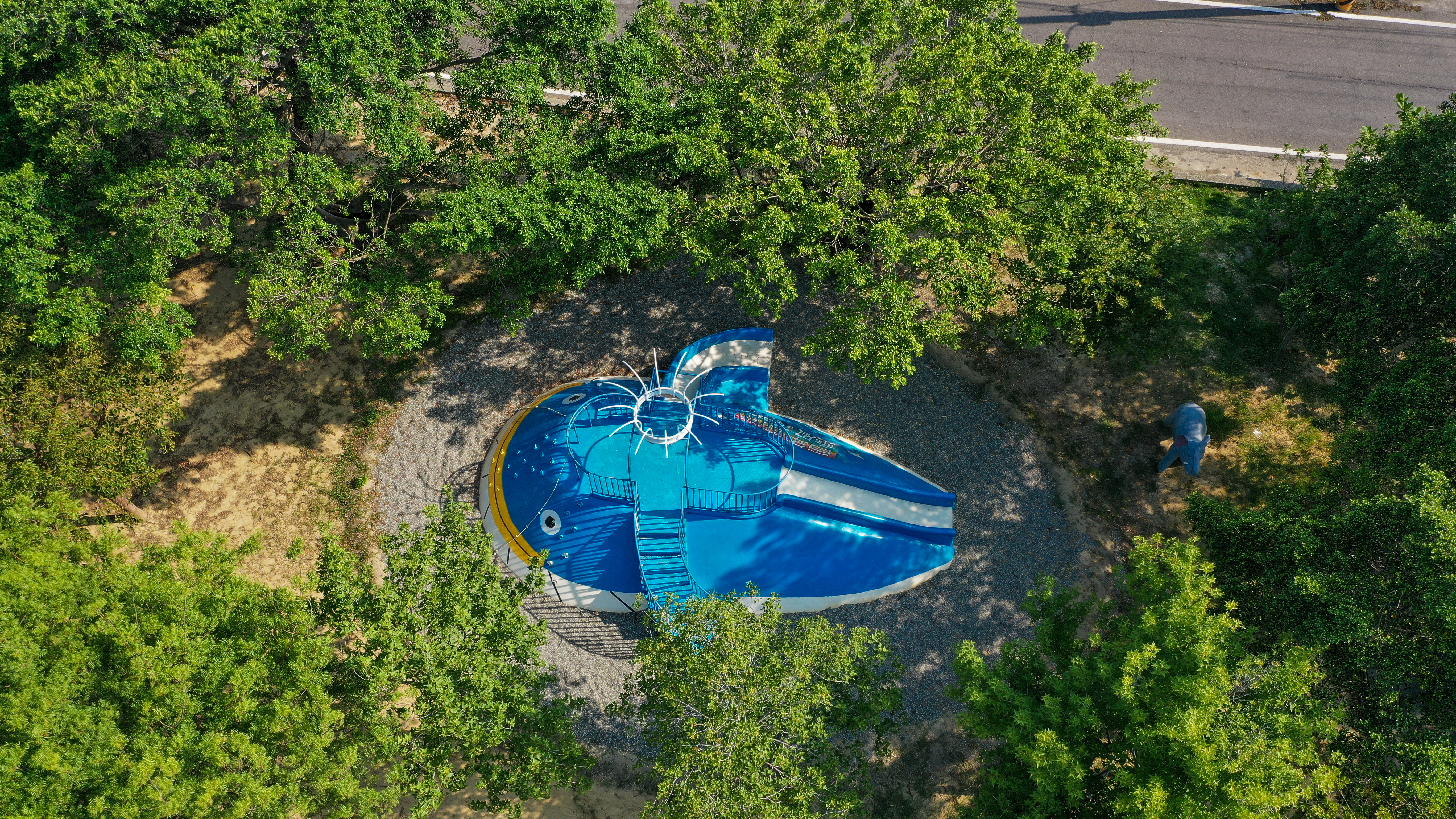
臺南市學甲區宅港國民小學鯨魚溜滑梯空拍

## 外部連結
- 宅港國小百週年校慶